# Björn Berglund
För andra betydelser, se Björn Berglund (olika betydelser).
Björn Nils Johan Gustaf Berglund, född den 16 oktober 1904 i Jörn i Västerbotten, död den 3 augusti 1968 i Örgryte i Göteborg, var en svensk skådespelare och vissångare. Han var son till Nisse Berglund.

## Biografi
Berglund studerade vid Dramatens elevskola 1925–1928. Efter studierna var han engagerad kortare perioder vid olika teatrar. Åren 1946–1951 var han engagerad som revyskådespelare av Karl Gerhard. Han engagerades 1956 vid Göteborgs stadsteater fasta ensemble.
Han filmdebuterade 1929 i Edvin Adolphsons Säg det i toner, han kom att medverka i drygt 70 filmer och TV-program. 
Under 1930-talet spelade han ofta den unge ordentlige och hederlige ynglingen på film. Detta är särskilt tydligt i filmer som Hans livs match (1932) och Djurgårdsnätter (1933). Men han kunde även spela mer osympatiska roller som till exempel Pelle Karlsson i filmen Familjen Andersson (1937). Senare i karriären gjorde han mer allmänna roller som poliser, läkare och lärare.[källa behövs]
Sedan 1931 var han gift med skådespelaren Lisskulla Jobs (1906–1996). De är begravda på Örgryte nya kyrkogård.

## Filmografi i urval
- 1929 – Säg det i toner
- 1931 – En natt
- 1932 – Hans livs match
- 1932 – Jag gifta mig – aldrig
- 1932 – Två hjärtan och en skuta
- 1932 – Söderkåkar
- 1933 – Djurgårdsnätter
- 1933 – Fridolf i lejonkulan
- 1933 – Lördagskvällar
- 1934 – Anderssonskans Kalle
- 1934 – Karl Fredrik regerar
- 1935 – Swedenhielms
- 1936 – Skeppsbrutne Max
- 1936 – Johan Ulfstjerna
- 1937 – Familjen Andersson
- 1937 – Konflikt
- 1938 – Baldevins bröllop

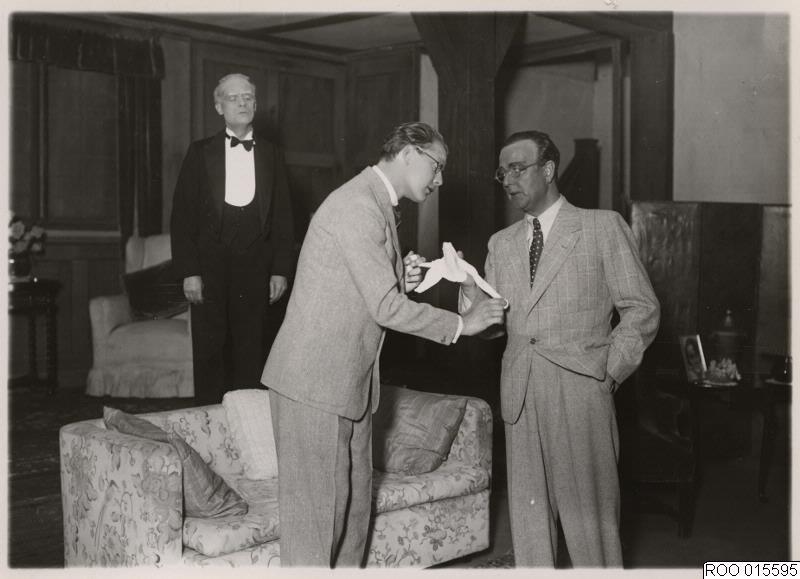
Från vänster: Bertil Ehrenmark, Björn Berglund, Ernst Eklund.

- 1938 – Med folket för fosterlandet
- 1938 – Storm över skären
- 1938 – Två år i varje klass
- 1939 – Filmen om Emelie Högqvist
- 1939 – Frun tillhanda
- 1940 – Blyge Anton
- 1941 – Hemtrevnad i kasern
- 1941 – En kvinna ombord
- 1942 – Himlaspelet
- 1942 – Kan doktorn komma?
- 1942 – Morgondagens melodi
- 1942 – Sol över Klara
- 1943 – Aktören
- 1943 – På liv och död
- 1944 – Kungajakt
- 1944 – Mitt folk är icke ditt
- 1944 – En dotter född
- 1945 – I som här inträden
- 1945 – Moderskapets kval och lycka
- 1945 – Tre söner gick till flyget
- 1946 – Ödemarksprästen
- 1946 – Kvinnor i väntrum
- 1947 – Mästerdetektiven Blomkvist
- 1948 – Var sin väg
- 1949 – Farlig vår
- 1949 – Huset nr 17
- 1949 – Gatan
- 1949 – Smeder på luffen
- 1949 – Hur tokigt som helst
- 1950 – Regementets ros
- 1950 – Två trappor över gården
- 1950 – Flicka och hyacinter
- 1950 – Kastrullresan
- 1951 – Guld i gröna skogar
- 1952 – Möte med livet
- 1952 – Trots
- 1952 – När syrenerna blomma
- 1953 – Mästerdetektiven och Rasmus
- 1953 – Kvinnohuset
- 1953 – Dumbom
- 1953 – Ursula – flickan i finnskogarna
- 1954 – Karin Månsdotter
- 1954 – Skattefria Andersson
- 1955 – Luffaren och Rasmus
- 1955 – Resa i natten
- 1956 – Rasmus, Pontus och Toker
- 1956 – Sceningång
- 1956 – Moln över Hellesta
- 1956 – Nattbarn
- 1957 – Prästen i Uddarbo
- 1957 – Vägen genom Skå
- 1958 – Ett dockhem
- 1961 – Pojken i trädet
- 1962 – Generalskan (TV)
- 1965 – Farlig kurs (TV-serie)
- 1966 – Blå gatan (TV)
- 1966 – Träfracken
- 1966 – Ön
- 1967 – Ryck mej i svansen, älskling!
- 1968 – Den gyllene porten

## Teater

### Roller (ej komplett)
| År   | Roll                                      | Produktion                                                                           | Regi                | Teater                     |
| ---- | ----------------------------------------- | ------------------------------------------------------------------------------------ | ------------------- | -------------------------- |
| 1926 | En betjänt                                | Jokern H. Marsh Harwood                                                              | Olof Molander       | Dramaten                   |
| 1926 | Andre pagen                               | Sankta Johanna George Bernard Shaw                                                   | Gustaf Linden       | Dramaten                   |
| 1928 | Studenten                                 | Hoppla, vi lever! Ernst Toller                                                       | Per Lindberg        | Dramaten                   |
| 1928 | Luzac                                     | Diktatorn Jules Romains                                                              | Per Lindberg        | Dramaten                   |
| 1929 | Allan Åberg, lotslöjtnant                 | Elna Hall Ernst Didring                                                              | Carl Wallin         | Wasa Teater                |
| 1929 | Olof, Pers son i första giftet            | Per Olsson och hans käring Gustaf af Geijerstam                                      | Charley Paterson    | Wasa Teater                |
| 1929 | Teodor Krause, konstorschef hos Mützelman | Fröken Trallala (Fräulein Trallala) Jean Gilbert, Georg Okonkowski och Leo Leipziger | Ingvar Ericson      | Wasa Teater                |
| 1929 | Klaus Reiling                             | Kvinnan bakom allt (Vertagte Nacht) Franz Arnold och Ernst Bach                      | Carl Wallin         | Wasa Teater                |
| 1931 |                                           | Peter Pan J.M. Barrie                                                                | Palle Brunius       | Oscarsteatern              |
| 1932 |                                           | Fanny Marcel Pagnol                                                                  | Pauline Brunius     | Oscarsteatern              |
| 1932 | Blumtschli, kapten                        | Hjältar George Bernard Shaw                                                          | John W. Brunius     | Oscarsteatern              |
| 1932 | Medverkande                               | Harrys bar, revy Berco och Chatham                                                   | Nils Johannisson    | Blancheteatern             |
| 1932 | Sjömannen                                 | Urspårad Karl Schlüter                                                               | Svend Gade          | Blancheteatern             |
| 1934 | Georges                                   | Tovaritch Jacques Deval                                                              | Ernst Eklund        | Komediteatern              |
| 1935 |                                           | Vi måste gifta bort mamma Neil Grant                                                 | Alice Eklund        | Komediteatern              |
| 1935 | Dickie Reynolds                           | Tonvikt på ungdomen Samson Raphaelson                                                | Ernst Eklund        | Komediteatern              |
| 1935 | Harpuneraren                              | Natt över havet Harry Blomberg                                                       | Ernst Eklund        | Komediteatern              |
| 1935 |                                           | Nöddebo prästgård Elith Reumert                                                      | Gösta Terserus      | Komediteatern              |
| 1937 | Martin                                    | Timmen H Pierre Chaine                                                               | Ernst Eklund        | Komediteatern              |
| 1940 | Hortensio                                 | Så tuktas en argbigga William Shakespeare                                            | Sandro Malmquist    | Oscarsteatern/ Turné       |
| 1941 | Grundtvig                                 | Egelykke Kaj Munk                                                                    | Ernst Eklund        | Oscarsteatern              |
| 1942 | Herr Sune                                 | Sagan Hjalmar Bergman                                                                | Per Lindberg        | Konserthusteatern          |
| 1946 | Tom Wingfield                             | Glasmenageriet Tennessee Williams                                                    | Lars-Levi Læstadius | Helsingborgs stadsteater   |
| 1946 | Mark                                      | Eklöv och lavendel Seán O'Casey                                                      | Lars-Levi Læstadius | Helsingborgs stadsteater   |
| 1946 | Ingenjören                                | Den ljusnande tid Alf Henrikson                                                      | Lars-Levi Læstadius | Helsingborgs stadsteater   |
| 1947 | Hertigen                                  | Lika för lika William Shakespeare                                                    | Lars-Levi Læstadius | Helsingborgs stadsteater   |
| 1947 | Gustav                                    | Fordringsägare August Strindberg                                                     | Elsa Widborg        | Helsingborgs stadsteater   |
| 1947 | Medverkande                               | Kar de Mummas sällskapsresa, revy Kar de Mumma                                       | Hjördis Petterson   | Blancheteatern             |
| 1948 | Lamadon                                   | Fettpärlan Gösta Sjöberg                                                             | Harry Roeck-Hansen  | Blancheteatern             |
| 1950 | Medverkande                               | Skyll er själva, revy Kar de Mumma                                                   | Leif Amble-Næss     | Blancheteatern             |
| 1951 | Advokat Galuchon                          | Clérambard Marcel Aymé                                                               | Per-Axel Branner    | Nya Teatern                |
| 1951 | Rolf Swedenhielm junior                   | Swedenhielms Hjalmar Bergman                                                         | Harry Roeck-Hansen  | Blancheteatern             |
| 1952 | Larry                                     | Come back Clifford Odets                                                             | Harry Roeck-Hansen  | Blancheteatern             |
| 1952 | James Winter J.P.                         | Familjens vita får (The White Sheep of the Family) L. du Garde Peach och Ian Hay     | Per-Axel Branner    | Nya Teatern Folkparksturné |
| 1953 | Gregers Werle                             | Vildanden Henrik Ibsen                                                               | Börje Mellvig       | Riksteatern                |
| 1959 |                                           | Vid skilda bord Terence Rattigan                                                     | Åke Falck           | Göteborgs stadsteater      |
| 1959 |                                           | Ljuva ungdomstid Eugene O'Neill                                                      | Sam Besekow         | Göteborgs stadsteater      |
| 1963 | Nonno                                     | Iguanans natt Tennessee Williams                                                     | Yngve Nordwall      | Göteborgs stadsteater      |

### Regi (ej komplett)
| År   | Produktion                                | Upphovsmän       | Teater                   |
| ---- | ----------------------------------------- | ---------------- | ------------------------ |
| 1940 | Marknadsafton                             | Vilhelm Moberg   | Dramatikerstudion        |
| 1946 | Mästerkatten i stövlar Den bestøvlede kat | Hans Werner      | Helsingborgs stadsteater |
| 1949 | De fem fåglarna                           | Staffan Tjerneld | Blancheteatern           |

## Radioteater

### Roller
| År   | Roll                       | Produktion                                                  | Regi           |
| ---- | -------------------------- | ----------------------------------------------------------- | -------------- |
| 1940 | Wille, fördräng            | När nämndemansmoras Ida skulle bortgiftas Nanna Wallensteen | Carl Barcklind |
| 1942 | Herr Sune                  | Sagan Hjalmar Bergman                                       | Per Lindberg   |
| 1951 | Sjökapten Herbert Hallbeck | Hillman & Son: Matt med damen Folke Mellvig                 | Lars Madsén    |
| 1952 | Ingenjör Granberg          | Hillmans semester: Liten tuva... Folke Mellvig              | Lars Madsén    |
| 1953 | Styrmannen                 | Midsommar August Strindberg                                 | Palle Brunius  |
| 1954 | Erker, hemmansägare        | Auktion Josef Briné och Nils Ferlin                         | Lars Madsén    |

### Fotnoter
1. 1 2 3  ”Björn Berglund”. Svensk Filmdatabas. http://sfi.se/sv/svensk-filmdatabas/Item/?type=PERSON&itemid=59220&iv=OVERVIEW&ref=%2ftemplates%2fSwedishFilmSearchResult.aspx%3fid%3d1225%26epslanguage%3dsv%26searchword%3dbj%C3%B6rn+berglund%26type%3dPerson%26match%3dBegin%26page%3d1%26prom%3dFalse. Läst 14 augusti 2012.
2. ↑  ”Global Musix: Allt om alla utövare inom visor och viskonst”. Arkiverad från originalet den 22 juni 2017. https://web.archive.org/web/20170622020158/http://www.globalmusix.com/m/articles/view/visor-b. Läst 17 augusti 2017.
3. ↑  ”Karin Helfrid (Lisskulla) Jobs”. https://www.skbl.se/sv/artikel/LisskullaJobs. Läst 12 maj 2021.
4. ↑  ”Litteratur och konst: Vasa Teater: Premiär på Elna Hall i afton”. Wasabladet:  s. 3. 20 februari 1929. https://digi.kansalliskirjasto.fi/sanomalehti/binding/1715149?page=3. Läst 9 augusti 2025.
5. ↑  D. (21 februari 1929). ”Litteratur och konst: Vasa Teater: Elna Hall blev en stor framgång”. Wasabladet:  s. 2. https://digi.kansalliskirjasto.fi/sanomalehti/binding/1715142?page=2. Läst 9 augusti 2025.
6. ↑  ”Litteratur och konst: Vasa Teater: Premiären i afton”. Wasabladet:  s. 2. 27 mars 1929. https://digi.kansalliskirjasto.fi/sanomalehti/binding/1715128?page=2. Läst 9 augusti 2025.
7. ↑  -in- (28 mars 1929). ”Litteratur och konst: Vasa Teater: 'Per Olsson och hans käring'”. Wasabladet:  s. 2. https://digi.kansalliskirjasto.fi/sanomalehti/binding/1715125?page=2. Läst 9 augusti 2025.
8. ↑  ”Litt. och konst: Vasa teater”. Wasa-posten:  s. 3. 6 april 1929. https://digi.kansalliskirjasto.fi/sanomalehti/binding/1767337?page=3. Läst 9 augusti 2025.
9. ↑  ”Litteratur och konst: Vasa teater: Säsongens sista premiär i afton”. Wasabladet:  s. 2. 20 april 1929. https://digi.kansalliskirjasto.fi/sanomalehti/binding/1715134?page=2. Läst 9 augusti 2025.
10. ↑  Manuelo (21 april 1929). ”Litteratur och konst: Vasa teater: En farspremiär”. Wasabladet:  s. 2. https://digi.kansalliskirjasto.fi/sanomalehti/binding/1715130?page=2. Läst 9 augusti 2025.
11. ↑  ”Teater Musik Film: 'Peter Pan'”. Dagens Nyheter:  s. 4. 17 december 1931. http://arkivet.dn.se/arkivet/tidning/1931-12-17/343/16. Läst 7 januari 2016.
12. ↑  ”Teater Musik Film: Oscars”. Dagens Nyheter:  s. 8. 4 februari 1932. http://arkivet.dn.se/tidning/1932-02-04/33/8. Läst 5 mars 2017.
13. ↑  Rq (6 mars 1932). ”Tre teaterpremiärer: 'Hjältar' på Oscarsteater”. Dagens Nyheter:  s. 9. http://arkivet.dn.se/tidning/1932-03-06/64/9. Läst 4 mars 2017.
14. ↑  ”Teater Musik Film: Blanches revy”. Dagens Nyheter:  s. 12. 12 maj 1932. http://arkivet.dn.se/arkivet/tidning/1932-05-12/127/12. Läst 10 april 2016.
15. ↑  ”Urspårad”. Musikverket. http://calmview.musikverk.se/CalmView/Record.aspx?src=CalmView.Performance&id=PERF22060&pos=69. Läst 10 april 2016.
16. ↑  Bo Bergman (11 november 1934). ”Komediteaterns premiär: J. Devals 'Tovaritch'”. Dagens Nyheter:  s. 9. http://arkivet.dn.se/arkivet/tidning/1934-11-11/307/1. Läst 8 januari 2016.
17. ↑  Bo Bergman (11 september 1935). ”Lustspelspremiär på Komediteatern”. Dagens Nyheter:  s. 1. http://arkivet.dn.se/arkivet/tidning/1935-09-11/247/1. Läst 8 januari 2016.
18. ↑  Bo Bergman (27 oktober 1935). ”Tonvikt på ungdomen”. Dagens Nyheter:  s. 1. http://arkivet.dn.se/arkivet/tidning/1935-10-27/293/1. Läst 8 januari 2016.
19. ↑  Från Stockholms teatrar i Ord och Bild: illustrerad månadsskrift (1936) sid. 124
20. ↑  ”Teater Musik Film”. Dagens Nyheter:  s. 13. 12 december 1935. http://arkivet.dn.se/arkivet/tidning/1935-12-12/339/13. Läst 27 december 2015.
21. ↑  ”Teater Musik Film”. Dagens Nyheter:  s. 9. 24 december 1935. http://arkivet.dn.se/arkivet/tidning/1935-12-24/351/9. Läst 27 december 2015.
22. ↑  ”Timmen H”. Musikverket. http://calmview.musikverk.se/CalmView/Record.aspx?src=CalmView.Performance&id=PERF24831&pos=29. Läst 13 maj 2016.
23. ↑  ”Så tuktas en argbigga”. Musikverket. http://calmview.musikverk.se/CalmView/Record.aspx?src=CalmView.Performance&id=PERF24682&pos=105. Läst 12 maj 2016.
24. ↑  Teateråret 1941 i Svenska Dagbladets Årsbok – händelserna 1941 (1942) s. 202
25. ↑  Oscar Rydqvist (17 januari 1942). ”'Sagan' i Dramatikerstudion”. Dagens Nyheter:  s. 9. http://arkivet.dn.se/arkivet/tidning/1942-01-17/15/9. Läst 30 januari 2016.
26. ↑  Sten af Geijerstam (30 april 1947). ”Kar de Mummas sällskapsresa”. Dagens Nyheter:  s. 12. http://arkivet.dn.se/arkivet/tidning/1947-04-30/115/12. Läst 10 februari 2016.
27. ↑  ”Fettpärlan”. Musikverket. http://calmview.musikverk.se/CalmView/Record.aspx?src=CalmView.Performance&id=PERF22239&pos=147. Läst 24 april 2016.
28. ↑  ”Teaterannons”. Dagens Nyheter:  s. 34. 28 april 1950. http://arkivet.dn.se/tidning/1950-04-28/113/34. Läst 5 augusti 2017.
29. ↑  ”Clérambard”. Musik- och Teaterbiblioteket. https://calmview.musikverk.se/CalmView/Record.aspx?src=CalmView.Performance&id=PERF14173&pos=836. Läst 12 juli 2025.
30. ↑  ”Swedenhielms”. Musikverket. http://calmview.musikverk.se/CalmView/Record.aspx?src=CalmView.Performance&id=PERF18879&pos=152. Läst 24 april 2016.
31. ↑  ”Come back”. Musikverket. http://calmview.musikverk.se/CalmView/Record.aspx?src=CalmView.Performance&id=PERF18880&pos=154. Läst 24 april 2016.
32. ↑  ”Familjens vita får”. Musik- och Teaterbiblioteket. https://calmview.musikverk.se/CalmView/Record.aspx?src=CalmView.Performance&id=P12080&pos=839. Läst 12 juli 2025.
33. ↑  ”Teater Musik Film: Riksteaterns spelplan vårsäsongen 1953”. Dagens Nyheter:  s. 7. 8 januari 1953. Arkiverad från originalet den 24 november 2021. https://web.archive.org/web/20211124130432/https://cached-images.bonnier.news/swift/kb-archive-dn-web/helbild-dagens-nyheter-torsdag-8-januari-1953-sida-7_1950.jpeg. Läst 24 november 2021.
34. ↑  Barbro Hähnel (8 maj 1959). ”Brendan Rattigans 'Vid skilda bord' på Göteborgs stadsteater”. Dagens Nyheter:  s. 9. https://arkivet.dn.se/tidning/1959-05-08/122/9. Läst 26 september 2020.
35. ↑  ”Scenförändringar: Jubileum i Göteborg”. Dagens Nyheter:  s. 15. 21 augusti 1959. https://arkivet.dn.se/tidning/1959-08-21/225/15. Läst 26 september 2020.
36. ↑  Ebbe Linde (25 januari 1963). ”Iguananatten omigen”. Dagens Nyheter:  s. 11. https://arkivet.dn.se/tidning/1963-01-26/25/11. Läst 26 september 2020.
37. ↑  ”Radioprogrammet”. Dagens Nyheter:  s. 20. 29 december 1940. http://arkivet.dn.se/arkivet/tidning/1940-12-29/355/20. Läst 29 januari 2016.
38. ↑  ”Radioprogrammet”. Dagens Nyheter:  s. 20. 11 februari 1942. http://arkivet.dn.se/arkivet/tidning/1942-02-11/40/20. Läst 30 januari 2016.
39. ↑  ”Radioprogrammet”. Dagens Nyheter:  s. 15. 21 juli 1951. https://arkivet.dn.se/tidning/1951-07-21/193/15. Läst 19 december 2021.
40. ↑  ”Radioprogrammet”. Dagens Nyheter:  s. 20. 6 september 1952. https://arkivet.dn.se/tidning/1952-09-06/242/20. Läst 19 december 2021.
41. ↑  ”Radioprogrammet”. Dagens Nyheter:  s. 22. 19 juni 1953. http://arkivet.dn.se/arkivet/tidning/1953-06-19/163/22. Läst 31 januari 2016.
42. ↑  ”Radioprogrammet”. Dagens Nyheter:  s. 30. 19 september 1954. http://arkivet.dn.se/arkivet/tidning/1954-09-19/254/30. Läst 1 februari 2016.